# Lugubria multispinosa
Lugubria multispinosa là một loài cá hoàng đế bản địa của Nam Mỹ. Loài này có trong lưu vực sông Maroni và sông Mana ở Suriname và Guyane thuộc Pháp. Loài này có chiều dài tối đa đạt 22,5 cm (8,9 in).